# Äthiopien-Kauz
Der Äthiopien-Kauz (Athene spilogastra) ist eine Art der Steinkäuze, die in zwei Unterarten an der Westküste des Roten Meeres vorkommt. 
Die Art wurde bislang als Unterart des Steinkauzes eingestuft und entsprechend als Athene noctua spilogastra geführt. Auf Grund von phylogenetischen Untersuchungen ist die Unterart-Abgrenzung beim Steinkauz derzeit im Umbruch. So unterscheiden sich die mittel- und südeuropäischen Formen auf Basis des Cytochrom b-Vergleichs deutlich von Formen in Kleinasien und Israel. Nach den bislang vorliegenden Ergebnissen ist es möglich, dass es sich bei den Unterarten noctua, vidalii, indigena, lilith und plumipes um Arten handelt, die einer Superspezies angehören. Claus König und Friedhelm Weick nennen in ihrer 2008 erschienenen Eulenmonographie nur noch acht Unterarten und behandeln neben lilith auch spilogastra als eigenständige Art.

## Erscheinungsbild und Stimme
Der Äthiopien-Kauz ist eine sehr kleine Eule und erreicht eine Körperlänge von 18 bis 19 Zentimetern. Er ist auf der Körperoberseite blassbraun, jedoch etwas dunkler als der Lilith-Kauz. Die steinkauztypischen Flecken sind weißlich. Der Scheitel ist sandbraun mit auffallend dunkelbraunen Längsflecken. Die Körperunterseite ist cremegelb bis blass braungelb mit bräunlichen Längsflecken auf der Vorderbrust. Die übrige Körperunterseite ist cremegelb mit einer individuell unterschiedlich ausgeprägten blassbraunen Längsfleckung. Die Läufe sind nur spärlich befiedert. Die Zehen sind verhältnismäßig lang. Die Augen sind gelb.
Der Lilith-Kauz, dessen Verbreitungsgebiet sich an der Ostküste des Roten Meeres anschließt, hat auffallend kürzere Zehen, ist geringfügig größer und merklich blasser. Der Steinkauz hat verglichen zum Äthiopien-Kauz einen auffallenderen Gesichtsschleier.

## Verbreitung und Lebensraum
Das Verbreitungsgebiet des Äthiopien-Kauzes ist die Westküste des Roten Meeres vom Osten des Sudans bis nach Eritrea. Er kommt auch im Nordosten Äthiopiens sowie in Somalia vor. Äthiopien-Käuze sind Standvögel. 
Der Lebensraum sind offene Landschaften mit einzelnen Sträuchern, Termitenhügeln und vereinzelten Baumgruppen, Wadis mit steilen Felswänden sowie Geröllfelder in Halbwüsten und Wüsten.

## Lebensweise
Der Äthiopien-Kauz ist überwiegend tag- und dämmerungsaktiv. Aktivitätshöhepunkte liegen im Morgen und im späten Nachmittag. Während der heißesten Stunde des Tages ruht er häufig im Schatten von Bäumen oder Felsen oder zieht sich in Erdhöhlen an Flussufern und Termitenhügeln zurück. Er ernährt sich überwiegend von Spinnen, Grashüpfern, Käfern, Motten, Tausendfüßlern und Skorpionen. Er frisst vermutlich außerdem kleine Säugetiere und Reptilien und plündert vermutlich auch die Nester bodenbrütender Kleinvögel. Über die Brutbiologie des Äthiopien-Kauzes ist wenig bekannt.

## Systematik
Für den Äthiopienkauz werden zwei Unterarten unterschieden.
- A. s. spilogastra ist die Nominatform mit einer Verbreitung an der Küste des Roten Meeres. Er kommt vom Osten des Sudan bis nach Eritrea und dem Nordosten Äthiopiens vor.
- A. s. somaliensis galt wie die Nominatform lange Zeit als Unterart des Steinkauzes. Er ist die kleinste Form innerhalb der Gattung der Steinkäuze und nur geringfügig größer als der Perlzwergkauz. Er ist etwas dunkler als die Nominatform.

## Belege

### Einzelbelege
1. ↑   Mebs et al., S. 314
2. ↑   Nieuwenhuyse et al., S. 24
3. ↑   König et al., S. 436
4. ↑   König et al., S. 439